# Březské
Březské (deutsch Brzeskiho, 1940–45 Birken) ist eine Gemeinde in Tschechien. Sie liegt fünf Kilometer nördlich von Velká Bíteš und gehört zum Okres Žďár nad Sázavou.

## Geographie
Březské befindet sich am Bach Březinka im Krischanauer Bergland (Křižanovská vrchovina) im Süden der Böhmisch-Mährischen Höhe. Nördlich liegt der Stauweiher Nihovský rybník. Im Süden erstreckt sich der Radostínwald. Südlich des Dorfes verläuft die Bahnstrecke von Brno nach Žďár nad Sázavou, die nächste Bahnstation ist in Vlkov.
Nachbarorte sind Borovník im Norden, Níhov und Kuřimská Nová Ves im Nordosten, Katov, Kartouzy und Křižínkov im Osten, Pánov und Křoví im Südosten, Radostínský Mlýn und Velká Bíteš im Süden, Krevlický Dvůr und Bezděkov im Südwesten, Vlkov und Osová im Westen sowie Březí im Nordwesten.

## Geschichte
Die erste urkundliche Erwähnung des zur Burg Ossowa gehörigen Dorfes Brys erfolgte im Jahre 1349. 1398 wurde das Dorf der Witwe von Jan d. J. von Meziříčí als Aussteuer zugeschrieben. 1437 kam der Ort zur Herrschaft Náměšť. Das südwestlich gelegene Dorf Krevlice erlosch in der zweiten Hälfte des 15. Jahrhunderts. Zu Beginn des 17. Jahrhunderts bestand Březka aus 14 Anwesen. Fünf von ihnen lagen nach dem Dreißigjährigen Krieg wüst. Brzeskiho war bis 1788 nach Osová Bítýška gepfarrt und kam dann zum Pfarrsprengel Březí.
Nach der Aufhebung der Patrimonialherrschaften bildete Břeské ab 1850 eine Gemeinde in der Bezirkshauptmannschaft Velké Meziříčí. 1899 entstand die Dorfschule. Im Jahre 1900 bestand Břeské aus 41 Häusern und hatte 305 Einwohner. Nachdem 1908 die Eisenbahn errichtet worden war, bemühte sich die Gemeinde vergeblich um eine Bahnstation; auch bei der Neutrassierung der Strecke im Jahre 1953 gelang dies nicht. 1924 erhielt der Ort den Namen Březské. Während der deutschen Besatzung unterstützten Bewohner von Březské die Partisanen und gewährten der Witwe des 1944 erschossenen Generals Vojtěch Luža im Dorf Unterschlupf. Am 8. Mai 1945 wurde das Dorf durch die zurückweichenden deutschen Truppen mobilisiert und einen Tag später von der Roten Armee eingenommen. Zu Beginn des Jahres 1961 wurde die Gemeinde dem Okres Žďár nad Sázavou zugeordnet. 1979 lebten in dem Dorf 178 Menschen.

## Gemeindegliederung
Für die Gemeinde Březské sind keine Ortsteile ausgewiesen. Zu Březské gehören die Ansiedlung Krevlice (Krewlitz) und die Einschicht Krevlický Dvůr (Krewlitzer Hof). Grundsiedlungseinheiten sind Březské und Krevlický Dvůr.

## Sehenswürdigkeiten
- Býčí skála (Stierfels), östlich des Dorfes an der Březinka
- Kapelle, errichtet 1926
- Steinkreuz aus dem Jahre 1834, an der Straße nach Březí